# Успех (Астраханская область)
Успе́х — посёлок в Камызякском районе Астраханской области России. Входит в состав Чаганского сельсовета (до 2015 года — в Уваринском сельсовете). Население 185 человек (2010), 92 % из них — русские (2002).

## История
Посёлок Успех образован в 1947 году.
Законом Астраханской области от 29 июня 2015 года № 42/2015-ОЗ, муниципальные образования «Село Чаган» и «Уваринский сельсовет» были преобразованы, путём их объединения, в новое муниципальное образование «Чаганский сельсовет».
Село Успех перестало быть центром сельсовета и вошло в состав Чаганского сельсовета.

## География
Село Успех расположено в пределах Прикаспийской низменности в южной части Астраханской области, в дельте реки Волги и находится на большом острове, образованном реками Увары, Быстрая, Кизань, вдоль излучины рек Быстрая и Кал. Уличная сеть состоит из трёх географических объектов: Дорожная ул., Набережная ул. и Садовая ул.
Абсолютная высота 25 метров ниже уровня моря.
Климат умеренный, резко континентальный, характеризуется высокими температурами летом и низкими — зимой, малым количеством осадков, а также большими годовыми и летними суточными амплитудами температуры воздуха.

## Население
| 2002 | 2010 |
| ---- | ---- |
| 216  | ↘185 |

Национальный и гендерный состав
По данным Всероссийской переписи в 2010 году, численность населения составляла 185 человек (88 мужчин и 97 женщин, 47,6 и 52,4 %% соответственно).
| Национальность | Численность | Процент |
| -------------- | ----------- | ------- |
| Русские        | 199         | 92,99%  |
| Чеченцы        | 11          | 5,14%   |
| Казахи         | 4           | 1,87%   |
| Всего          | 214         | 100%    |

## Инфраструктура
Приусадебное сельское хозяйство (выращивание овощей, зерновых и картофеля), рыбодобыча.
Основные инфраструктурные объекты находятся в с. Увары; среди них: фельдшерско-акушерская амбулатория (ул. Ксенофонтова, 25/1), МКОУ «Уваринская СОШ имени Чилимского В. Я.» на 392 места, Уваринский сельский дом культуры.

## Транспорт
Подъездная дорога к региональной автодороге «Подъезд к с. Иванчуг от автодороги Камызяк — Кировский» (идентификационный номер 12 ОП РЗ 12Н 092) Остановка общественного транспорта «Успех».
Водный транспорт.